# Ropaži
Ropaži (tyska: Rodenpois) är ett litet samhälle och huvudort i Ropaži pagast. Ropaži ligger vid ån Liela Jugla och cirka 35 kilometer öster om Riga i Lettland.
Landmärket i Ropazi är den lutherska kyrkan som syns vida omkring i bygden.  Orten erbjuder 2 st vägkrogar, bankomat, apotek och matvaruaffärer.
På tyska heter Ropaži Rodenpois. Släkten Staël von Holstein har bott i Ropaži (Rodenpois). Begravningsplatsen i Ropazi är känd för att där har soldater som tjänstgjort i Irak och omkommit i Irak begravts. Gravarna efter okända soldater men med känd nationalitet har också begravts på Ropazi begravningsplats 2008 efter att kvarlevorna hittats på olika håll i Lettland.